# La Madeleine-Bouvet
La Madeleine-Bouvet ist eine französische Gemeinde mit 416 Einwohnern (Stand: 1. Januar 2022) im Département Orne in der Region Normandie. Sie gehört zum Kanton Bretoncelles im Arrondissement Mortagne-au-Perche. 

## Lage
Die Gemeinde La Madeleine-Bouvet liegt im Regionalen Naturpark Perche an der Grenze zum Département Eure-et-Loir, 47 Kilometer westlich von Chartres. Nachbargemeinden von La Madeleine-Bouvet sind Le Pas-Saint-l’Homer im Nordosten, Meaucé im Osten, Vaupillon im Südosten, Bretoncelles im Süden und Rémalard en Perche im Südwesten sowie Moutiers-au-Perche im Nordwesten.

## Bevölkerungsentwicklung
| Jahr                       | 1962 | 1968 | 1975 | 1982 | 1990 | 1999 | 2006 | 2014 | 2021 |
| -------------------------- | ---- | ---- | ---- | ---- | ---- | ---- | ---- | ---- | ---- |
| Einwohner                  | 310  | 292  | 280  | 260  | 356  | 371  | 377  | 404  | 411  |
| Quellen: Cassini und INSEE |      |      |      |      |      |      |      |      |      |

## Sehenswürdigkeiten

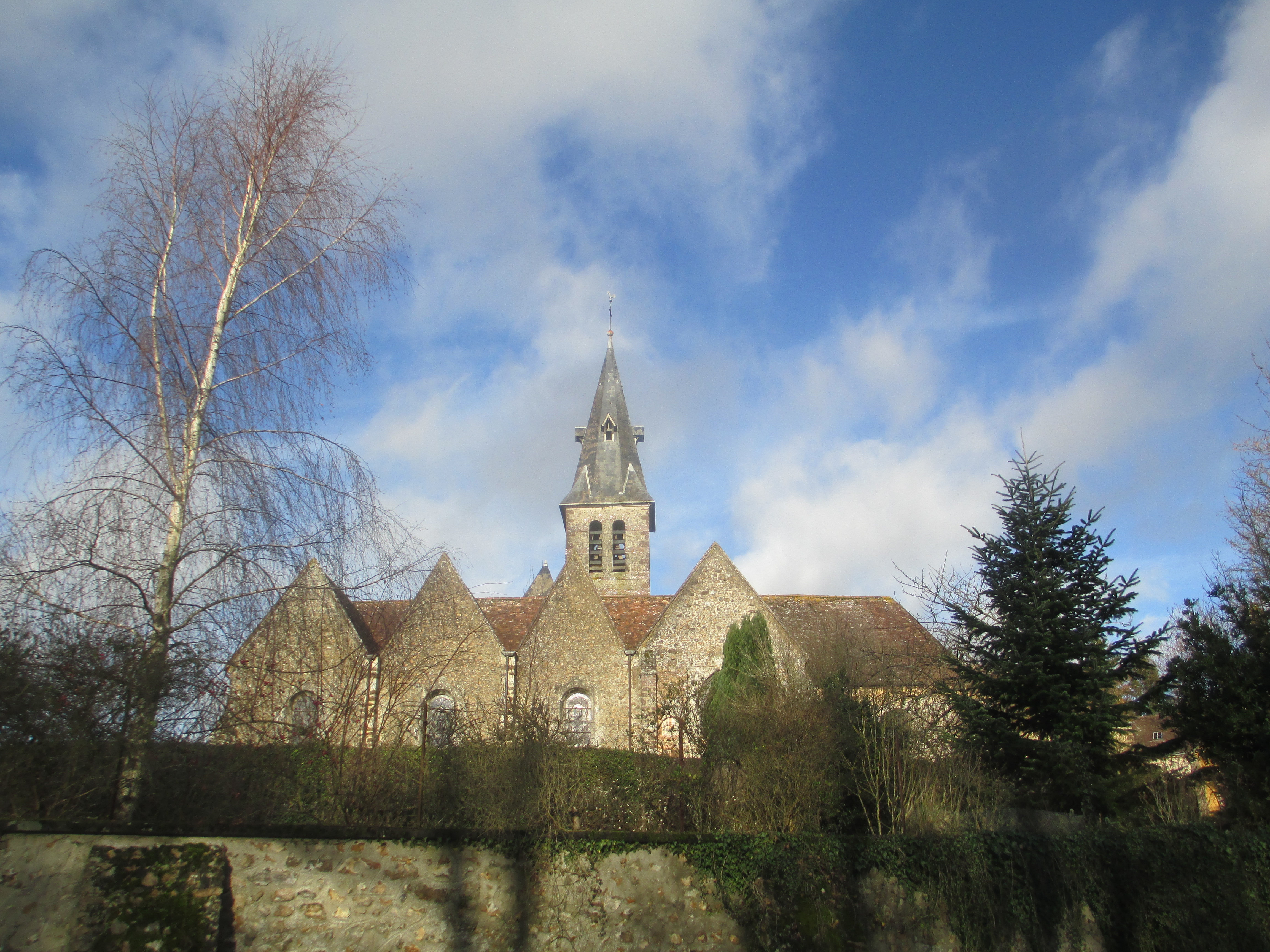
Kirche Sainte-Madeleine

- Kirche Sainte-Madeleine